# 锡社

锡社编印的《无锡评论》半月刊，无锡博物院藏

锡社，是中华民国江苏省无锡县成立的一个学术思想组织。

## 沿革
1924年1月29日，无锡旅沪学生缪斌、王启周、许广圻、顾谷宜、杨荫浏、陆定一等十四人，在城中公园池上草堂发起组织锡社，目的是宣传科学和促进无锡社会生活。会议决定推举缪斌为干事，王启周为书记。1924年8月，孤星社（后改为“中国孤星社”）的无锡籍学生和锡社合并，锡社社员增加到50多人。1925年7月11日，锡社举行第二次暑期大会，社员达95人。秦邦宪任组织部主任，陆定一任编辑部部员。锡社办过《无锡评论》、《锡声》、《锡钟》、《血泪潮》等刊物，并兴办平民学校。1927年3月21日，北伐军十四军赖世璜部进入无锡。4月14日爆发“大雄宝殿事件”，全城国军响应四一二政变，开始对城内中共力量进行镇压。社员政治观点迥异，此前中共党员秦邦宪、陆定一等被派遣至莫斯科；安剑平搞农民运动逃至南京脱党。缪斌则当上江苏省民政厅长，王启周、孙祖宏、施锡祺、严慰苍、许光圻、孙祖基等跟随清党。锡社迅速瓦解。